# Omont
Omont ist eine französische Gemeinde mit 72 Einwohnern (Stand: 1. Januar 2022) im Département Ardennes in der Region Grand Est (vor 2016 Champagne-Ardenne) Sie gehört zum Kanton Nouvion-sur-Meuse im Arrondissement Charleville-Mézières.

## Lage
Omont liegt etwa 20 Kilometer südlich von Charleville-Mézières. Umgeben wird Omont von den Nachbargemeinden Villers-le-Tilleul im Norden, Vendresse im Osten, Louvergny im Süden, Chagny im Südwesten und Westen sowie Baâlons im Westen und Nordwesten.

## Bevölkerungsentwicklung
| Jahr                       | 1962 | 1968 | 1975 | 1982 | 1990 | 1999 | 2006 | 2019 |
| -------------------------- | ---- | ---- | ---- | ---- | ---- | ---- | ---- | ---- |
| Einwohner                  | 86   | 61   | 44   | 42   | 52   | 98   | 93   | 81   |
| Quellen: Cassini und INSEE |      |      |      |      |      |      |      |      |

## Sehenswürdigkeiten

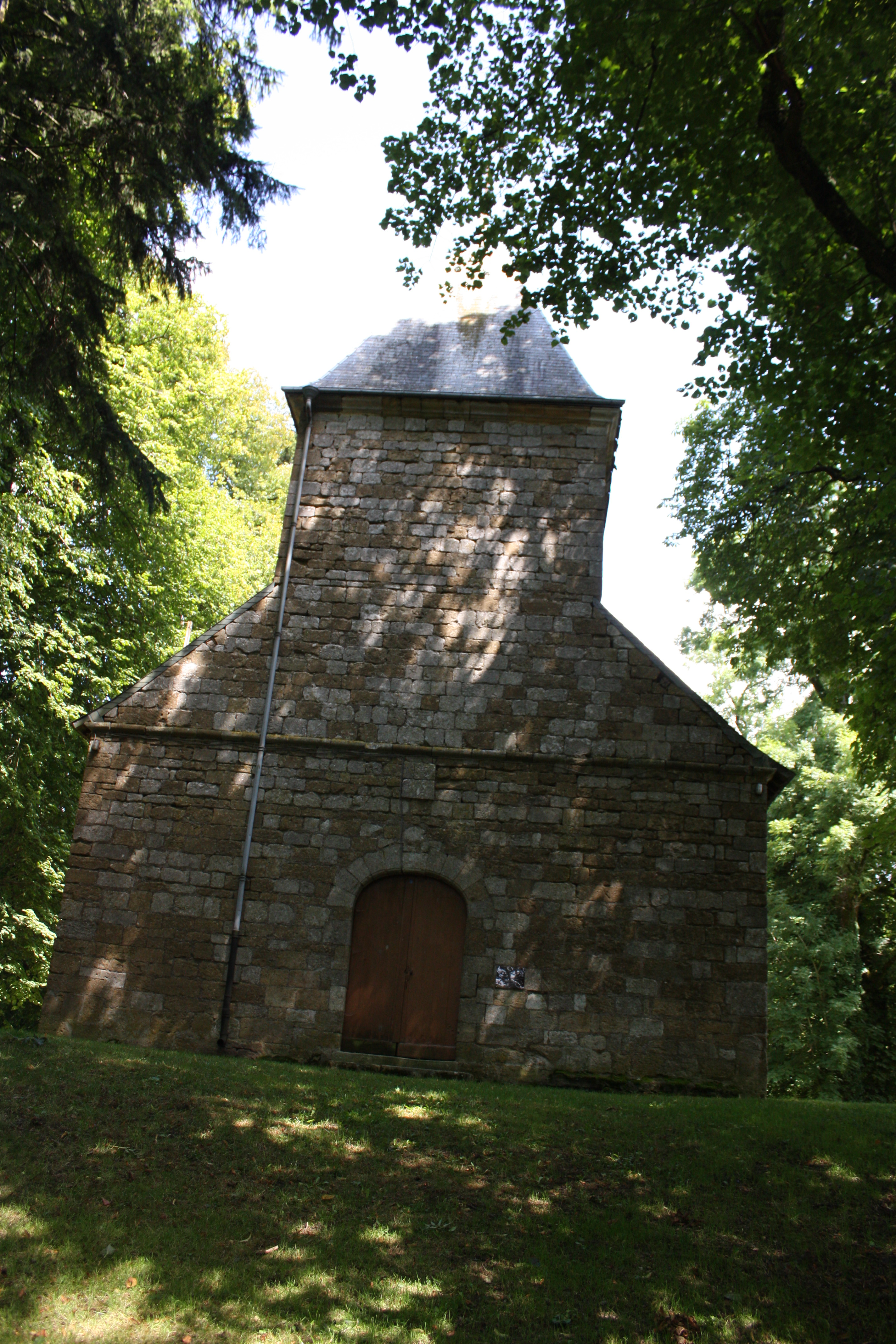
Kirche Les Saints-Innocents

- Kirche Les Saints-Innocents